# Tam giác Reuleaux

Hình 1: Biên của tam giác Reuleaux có độ rộng không đổi được hình thành bằng đường cong dựa trên một tam giác đều. Tất cả các điểm trên cung tròn cách đều với đỉnh đối diện.

Tam giác Reuleaux ([ʁœlo]; tiếng Việt có thể gọi là tam giác Rơ-lô hoặc Ru-lô) là hình tạo nên từ phần giao nhau của ba hình tròn cùng bán kính, tâm đường tròn chính là giao điểm của hai đường tròn còn lại. Biên của tam giác Reuleux là đường cong kín có độ rộng không đổi đơn giản nhất và được biết đến nhiều nhất sau đường tròn. Độ rộng không đổi nghĩa là khoảng cách giữa hai tuyến đỡ song song luôn bằng nhau, không phụ thuộc vào vị trí của chúng. Vì các đường kính đều bằng nhau, tam giác Reuleaux là một trong những đáp án cho câu hỏi "Ngoài hình tròn, nắp cống có thể có hình dạng gì để không bị tụt qua lỗ cống?"
Tam giác Reuleaux cũng được gọi là tam giác cầu nhưng thuật ngữ đó dùng để chỉ các tam giác trên mặt cầu thì đúng hơn. Hình được đặt theo tên kỹ sư người Đức Franz Reuleaux ở thế kỷ 19, người đi đầu trong việc nghiên cứu cơ cấu truyền động và ông đã sử dụng hình tam giác Reuleaux trong các thiết kế của mình. Tuy nhiên, hình dạng này đã được biết đến và áp dụng trước đó, như các cửa sổ nhà thờ Gothic hay như Leonardo da Vinci đã sử dụng nó trong phép chiếu bản đồ và trong nghiên cứu của Leonhard Euler về các hình có độ rộng không đổi. Tam giác Reuleaux còn được ứng dụng trong tạo hình phím gảy guitar, trụ nước cứu hỏa, bút chì và mũi khoan tạo lỗ vuông, cũng như trong thiết kế đồ họa tạo hình bảng hiệu và logo.
Trong số các hình có độ rộng không đổi cho trước, tam giác Reuleaux có diện tích nhỏ nhất và góc nhỏ nhất có thể (120°). Theo một vài số đo, hình này phải qua nhiều phép biến hình nhất để trở thành đối xứng tâm. Hình dạng này có độ rộng không đổi lớn nhất mà đỉnh không nằm trên các nút lưới số nguyên và tương quan chặt với tứ giác có tỷ lệ chu vi trên đường kính là cực đại. Nó có thể thực hiện một vòng quay hoàn chỉnh trong một hình vuông đồng thời luôn tiếp xúc cả bốn cạnh hình vuông. Trong các hình có tính chất này, tam giác Reuleux có diện tích nhỏ nhất. Tuy nhiên, dù có thể bao phủ hầu hết diện tích hình vuông khi quay, tam giác không quét hết được một phần nhỏ ở gần các góc hình vuông. Do tính chất có thể quay trong một hình vuông, tam giác Reuleaux đôi khi còn được gọi là rôto Reuleaux (Reuleaux rotor).
Tam giác Reuleaux là hình đầu tiên trong một loạt đa giác Reuleaux, biên là các đường cong có độ rộng không đổi được dựa trên các đa giác đều với số cạnh lẻ. Một số đường cong này được ứng dụng trong hình dạng tiền xu. Tam giác Reuleaux cũng có thể được khái quát trong không gian ba chiều theo nhiều cách: tứ diện Reuleaux (giao của bốn hình cầu có tâm là đỉnh một tứ diện đều) tuy độ rộng không phải hằng số nhưng có thể tròn hoá các cạnh để độ rộng không đổi và thu được tứ diện Meissner. Ngoài ra, mặt tròn xoay tạo bởi khi quay tam giác Reuleaux cũng có độ rộng không đổi.

## Dựng hình

Cách dựng hình tam giác Reuleaux

Có thể dựng tam giác Reuleaux trực tiếp từ ba đường tròn hoặc dựng các cung tròn trên cạnh một tam giác đều.
Việc dựng hình từ 3 đường tròn chỉ cần đến com-pa mà không cần đến thước. Điều này suy ra từ Định lý Mohr – Mascheroni áp dụng cho các hình dựng được bằng thước và com-pa, nhưng cách dựng tam giác Reuleaux còn đặc biệt đơn giản. Đầu tiên là xác định hai điểm tùy ý trên mặt phẳng làm hai đỉnh của tam giác, lấy một điểm làm tâm và dùng com-pa vẽ đường tròn qua điểm kia. Tiếp theo đổi lại vị trí, lấy tâm tại điểm thứ hai, vẽ đường tròn cùng bán kính, nó sẽ đi qua điểm ban đầu. Cuối cùng, lấy một trong hai giao điểm giữa hai đường tròn vừa tạo làm tâm, vẽ đường tròn thứ ba giữ nguyên bán kính, nó sẽ đi qua hai điểm ban đầu. Phần giao giữa ba hình tròn thu được chính là một tam giác Reuleaux.
Ngoài ra, có thể dựng tam giác Reuleaux từ tam giác đều bằng cách vẽ ba cung tròn có tâm tại mỗi đỉnh tam giác và đi qua hai đỉnh còn lại. Hoặc tương tự, vẽ cung tròn có tâm là đỉnh tam giác với bán kính bằng đúng độ dài cạnh tam giác.

## Tính chất toán học

Các đường hỗ trợ song song của một tam giác Reuleaux

Tính chất cơ bản nhất của tam giác Reuleaux là có độ rộng không đổi, nghĩa là đối với mọi cặp đường hỗ trợ song song (hai đường có cùng hệ số góc và tiếp xúc với hình ở 1 điểm) đều có cùng một khoảng cách Euclid không phụ thuộc vào hệ số góc. Trong bất kỳ cặp đường hỗ trợ song song nào, một đường thẳng nhất thiết đi qua một đỉnh tam giác, đường kia sẽ tiếp tuyến với cung tròn đối diện. Độ rộng của tam giác Reuleux bằng với bán kính cung tròn đường biên.
Leonhard Euler có thể là nhà toán học đầu tiên phát hiện ra đường cong có độ rộng không đổi và nhận thấy tính chất này ở tam giác Reuleaux. Trong bài viết trình bày năm 1771 và xuất bản năm 1781 với tựa đề De curvis triangularibus, Euler đã nghiên cứu các tam giác cong cũng như các đường cong có độ rộng không đổi, mà ông gọi là các dạng quỹ đạo.

### Các số đo cực trị
Theo nhiều số đo khác nhau, tam giác Reuleaux là một trong những đường cong có độ rộng không đổi đạt cực trị.
Theo định lý Blaschke – Lebesgue, với độ rộng không đổi cho trước, tam giác Reuleaux là hình có diện tích nhỏ nhất, giá trị này bằng
{\displaystyle {\frac {1}{2}}(\pi -{\sqrt {3}})s^{2}\approx 0.70477s^{2},}
với s là độ rộng. Cách tính là tính tổng diện tích tam giác đều và các cung tròn. Ngược lại, trong các đường cong có độ rộng không đổi cho trước, hình tròn có diện tích lớn nhất, bằng {\displaystyle \pi s^{2}/4\approx 0.78540s^{2}}.
Các góc tạo bởi mỗi cặp cung ở đỉnh tam giác Reuleaux đều bằng 120°. Giá trị góc này là nhỏ nhất ở bất kỳ đỉnh nào của đường cong có độ rộng không đổi. Ngoài ra, trong các đường cong có độ rộng không đổi, tam giác Reuleaux có cả tam giác đều nội tiếp lớn nhất và nhỏ nhất. Tam giác đều nội tiếp lớn nhất có ba đỉnh trùng với đỉnh tam giác Reuleaux còn tam giác đều nội tiếp nhỏ nhất có ba đỉnh là điểm giữa của ba cạnh tam giác Reuleaux. Tập hợp con của tam giác Reuleaux gồm các điểm nằm trên ba đường kính trở lên là phần trong của tam giác lớn hơn trong hai tam giác này (hình 1); nó có diện tích lớn nhất trong tất cả tập hợp các điểm nằm trên ba đường kính của đường cong có độ rộng không đổi.

Các hình đối xứng tâm trong và ngoài dùng để đo độ bất đối xứng của tam giác Reuleux

Mặc dù thuộc nhóm nhị diện D6 nhưng tam giác Reuleux giống như tam giác đều không có đối xứng tâm. Tam giác Reuleaux là đường cong có độ rộng không đổi có hệ số bất đối xứng tâm nhỏ nhất theo cả hai phương pháp, số đo Kovner – Besicovitch (tỷ lệ diện tích của hình so với hình đối xứng tâm lớn nhất được bao bên trong) và số đo Estermann (tỷ lệ diện tích trên hình đối xứng tâm nhỏ nhất bao ngoài). Đối với tam giác Reuleaux, hai hình đối xứng tâm dùng để tính hệ số bất đối xứng đều là hình lục giác chỉ có điều hình bên trong có cạnh cong. Với mỗi đường kính (đường thẳng đi qua trọng tâm) chia tam giác Reuleaux thành hai phần có tỷ lệ diện tích đạt giá trị cực đại (một hệ số bất đối xứng khác) lớn hơn bất kỳ đường cong có độ rộng không đổi khác.
Trong tất cả các hình có độ rộng không đổi và có biên không chạm lưới số nguyên, tam giác Reuleux có độ rộng lớn nhất. Trục đối xứng của nó nằm ở điểm 0,5 và song song với trục tọa độ. Độ rộng của nó là nghiệm của đa thức bậc 6 với hệ số nguyên và bằng khoảng 1,545.
Giống như một hình tròn có thể được 6 hình tròn cùng cỡ tiếp xúc bao quanh, có thể sắp xếp 7 tam giác Reuleaux bằng nhau để cùng bao quanh tiếp xúc một tam giác Reuleaux tương tự ở giữa. Đây là số lượng tối đa có thể khi sắp xếp bất kỳ đường cong có độ rộng không đổi nào khác.

Tứ giác hình diều có tỷ số giữa chu vi và đường kính đạt cực đại, nội tiếp trong tam giác Reuleaux

Trong tất cả các hình tứ giác, hình có tỷ số giữa chu vi và đường kính lớn nhất là tứ giác có hai đường chéo bằng nhau hình diều nội tiếp tam giác Reuleaux.

### Các số đo
Theo định lý Barbier, tất cả các đường cong có cùng độ rộng không đổi bao gồm tam giác Reuleaux thì đều có chu vi bằng nhau. Đặc biệt giá trị này bằng chính bằng {\displaystyle \pi s} là chu vi của hình tròn có cùng độ rộng (chính bằng đường kính s).
Với tam giác Reuleaux có độ rộng s, bán kính đường tròn nội tiếp lớn nhất  và đường tròn ngoại tiếp lần lượt là
{\displaystyle \displaystyle \left(1-{\frac {1}{\sqrt {3}}}\right)s\approx 0.42265s\quad {\text{và}}\quad \displaystyle {\frac {s}{\sqrt {3}}}\approx 0.57735s}
Tổng hai bán kính này bằng đúng độ rộng của tam giác Reuleaux. Tổng quát hóa, đối với mọi đường cong có độ rộng không đổi, đường tròn nội tiếp lớn nhất và đường tròn ngoại tiếp nhỏ nhất là đồng tâm và tổng bán kính của chúng bằng độ rộng không đổi của đường cong.
Mật độ phủ tối ưu của tam giác Reuleaux trong mặt phẳng vẫn chưa tính được nhưng giá trị phỏng đoán là
{\displaystyle {\frac {2(\pi -{\sqrt {3}})}{{\sqrt {15}}+{\sqrt {7}}-{\sqrt {12}}}}\approx 0.922888,}
là mật độ của một mạng kép khả dĩ cho các hình này. Giới hạn trên tốt nhất cho độ phủ này là khoảng 0,947275. Giả thuyết đưa ra nhưng chưa chứng minh được là tam giác Reuleaux có độ phủ cao nhất so với bất kỳ đường cong độ có rộng không đổi nào khác.

### Quay trong một hình vuông

Quay tam giác Reuleaux trong một hình vuông, quỹ tích tâm tam giác là đường cong bên trong

Bất kỳ đường cong có độ rộng không đổi nào đều có thể tạo thành một rotor trong một hình vuông, nghĩa là quay bên trong và luôn tiếp xúc bốn cạnh hình vuông. Tuy nhiên, tam giác Reuleaux là rotor có diện tích nhỏ nhất. Khi quay, tâm không cố định tại một điểm mà vẽ theo bốn đoạn elip. Do góc đỉnh 120°, tam giác Reuleaux không thể quét hết các góc hình vuông mà tạo nên biên cũng là các cung elip.
Tại bất kỳ thời điểm nào trong quá trình quay này, hai đỉnh tam giác Reuleaux tiếp xúc với hai cạnh liền kề của hình vuông, trong khi đỉnh thứ ba của tam giác vạch ra một đường cong gần đỉnh đối diện của hình vuông. Hình do tam giác Reuleaux quét qua chiếm khoảng 98,77% diện tích hình vuông.

### Ví dụ phản chứng
Ý định ban đầu của Reuleaux khi nghiên cứu tam giác Reuleaux là một ví dụ phản chứng, muốn chứng minh ba điểm tiếp xúc riêng biệt có thể không đủ để cố định một hình phẳng vào một vị trí duy nhất. Sự tồn tại của đa giác Reuleaux cho thấy chỉ đo đường kính thì không thể chứng thực một mặt cắt ngang có tròn hay không. Thực tế này có thể chỉ ra nguyên nhân thảm họa tàu con thoi Challenger vì khi phóng tên lửa, độ tròn chỉ được kiểm tra bằng cách đo các đường kính khác nhau. Trong khi với cùng độ rộng không đổi nhưng hình dạng không tròn có thể tạo ra ứng suất cao bất thường, đây có thể là một trong những các yếu tố dẫn đến thảm họa.
Liên quan đến bài toán hình vuông nội tiếp, Eggleston (1958) nhận thấy tam giác Reuleaux là một ví dụ về hình có độ rộng không đổi không có đa giác đều nội tiếp với số cạnh nhiều hơn bốn ngoại trừ hình lục giác đều. Ông mô tả một chỉnh sửa nhỏ với các hình đảm bảo độ rộng không đổi đồng thời cũng không tồn tại lục giác đều nội tiếp. Ông khái quát hóa trong không gian ba chiều sử dụng một hình trụ dựng từ tiết diện đó.

## Ứng dụng

### Quét hết các góc
Một số loại máy móc lấy hình dạng của tam giác Reuleaux dựa trên đặc tính có thể quay trong một hình vuông.
Mũi khoan vuông của Watts Brothers Tool Works có hình tam giác Reuleaux được chỉnh sửa lõm để tạo thành mặt cắt. Khi gắn trong một mâm cặp cho phép mũi khoan không có tâm quay cố định sẽ khoan một lỗ gần như hình vuông. Mặc dù được Henry Watts đăng ký bằng sáng chế vào năm 1914, trước đó đã có những người khác tạo ra các mũi khoan như vậy rồi. Các đa giác Reuleaux khác được sử dụng để khoan các lỗ hình ngũ giác, lục giác và bát giác.
Robot hút bụi Rulo của Panasonic có hình dáng dựa trên tam giác Reuleaux để dễ dàng hút sạch bụi ở các góc phòng.

### Trụ lăn

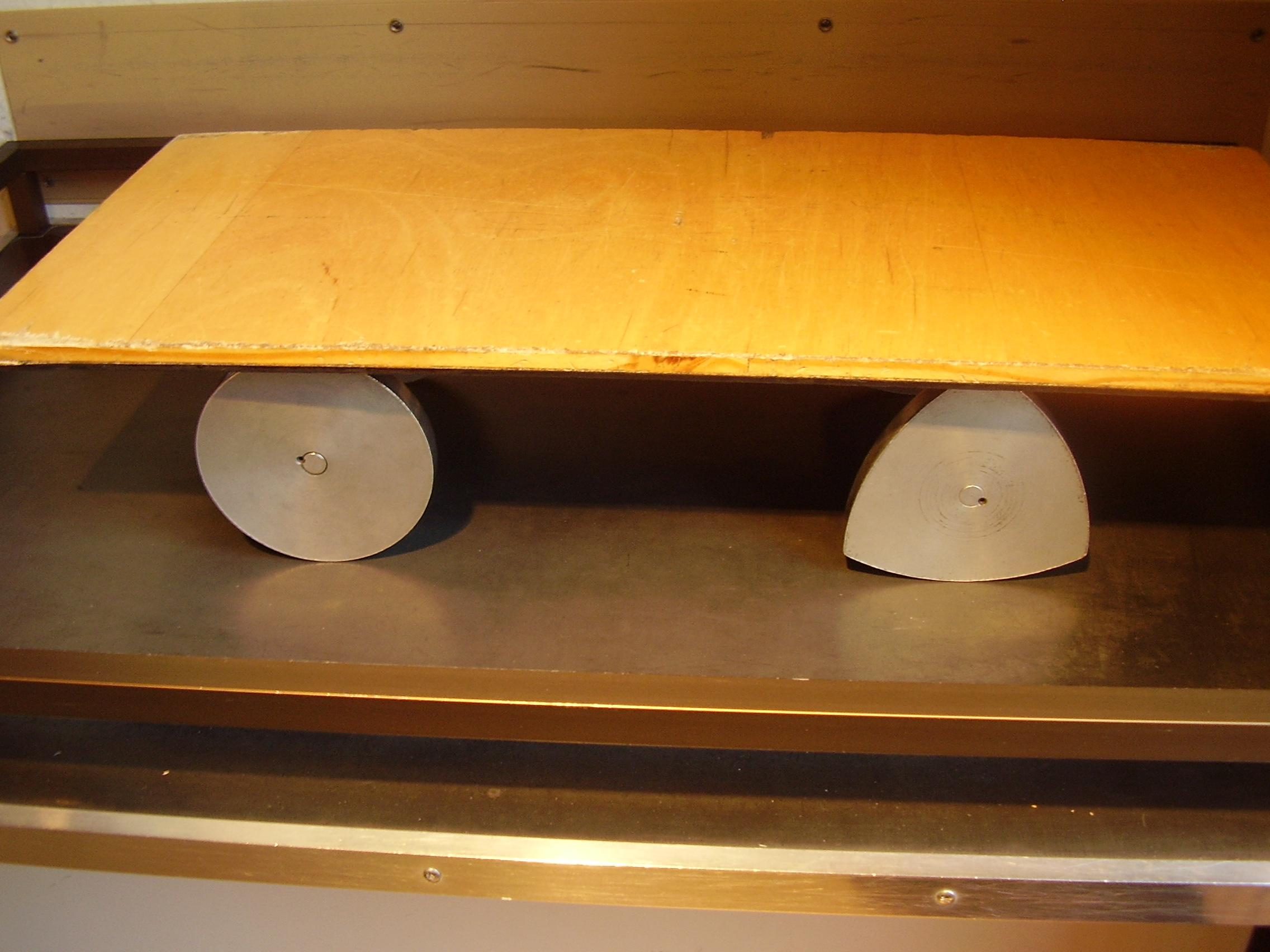
So sánh con lăn hình trụ và hình tam giác Reuleaux

Một loại ứng dụng khác là các vật hình trụ có tiết diện tam giác Reuleaux. Ví dụ như bút chì thay vì tiết diện tròn hoặc lục giác truyền thống phổ biến. Loại này thường được quảng cáo là thoải mái hơn hoặc dễ cầm hơn, cũng như giảm khả năng lăn khỏi bàn (vì trọng tâm di chuyển lên xuống nhiều hơn lục giác).
Tam giác Reuleaux (cùng tất cả các đường cong có độ rộng không đổi khác) có thể lăn nhưng bánh xe có hình đó không có tâm quay cố định dẫn đến chuyển động khó khăn hơn. Một vật đặt trên con lăn có tiết diện tam giác Reuleaux sẽ chuyển động trơn tru trên mặt phẳng nhưng trục gắn với bánh xe tam giác Reuleaux sẽ nảy lên xuống ba lần mỗi vòng. Hình ảnh này được sử dụng trong truyện ngắn khoa học viễn tưởng The Three-Cornered Wheel (Bánh xe ba góc) của Poul Anderson. Năm 2009, lấy cảm hứng từ chiếc bút chì tiết diện tam giác Reuleaux, nhà phát minh Trung Quốc Guan Baihu chế tạo và ra mắt xe đạp có trục nổi và khung được vành bánh xe hình tam giác Reuleaux hỗ trợ.

### Thiết kế cơ khí

Mô hình dựa trên tam giác Reuleaux áp dụng trong máy chiếu phim 28 mm Luch-2 của Liên Xô

Một lớp ứng dụng khác của tam giác Reuleaux liên quan đến liên kết cơ học biến chuyển động quay thành chuyển động tịnh tiến qua lại. Franz Reuleaux đã nghiên cứu những cơ chế này. Với sự hỗ trợ của công ty Gustav Voigt, Reuleaux xây dựng khoảng 800 mô hình cơ khí, một số trong đó liên quan đến tam giác Reuleaux. Reuleaux sử dụng những mô hình này trong các nghiên cứu ban đầu về các chuyển động đó. Đến nay, hầu hết các mô hình Reuleaux – Voigt bị thất lạc, chỉ còn 219 trong số đó được Đại học Cornell thu thập lại, ghi nhận 9 mô hình dựa trên tam giác Reuleaux. Tuy nhiên, trước các nghiên cứu của Reuleux thì tam giác Reuleaux đã được ứng dụng trong thiết kế cơ khí như động cơ hơi nước từ đầu năm 1830 có cam hình tam giác Reuleaux.
Một ứng dụng của nguyên tắc này là máy chiếu phim. Thước phim cần có chuyển động giật khúc, dừng lại lâu trước ống kính rồi chuyển sang khung hình tiếp theo với tốc độ nhanh hơn nhiều. Điều này thực hiện bằng cách sử dụng cơ chế quay tam giác Reuleaux trong một hình vuông được sử dụng để truyền động kéo nhanh từng khung hình, nhưng tạm dừng lại khi khung hình được chiếu.
Tam giác Reuleux thường được lấy ví dụ là hình dạng rotor trong động cơ Wankel. Tuy nhiên, tam giác này có độ cong kém hơn tam giác Reuleaux nên độ rộng không phải hằng số.

### Kiến trúc

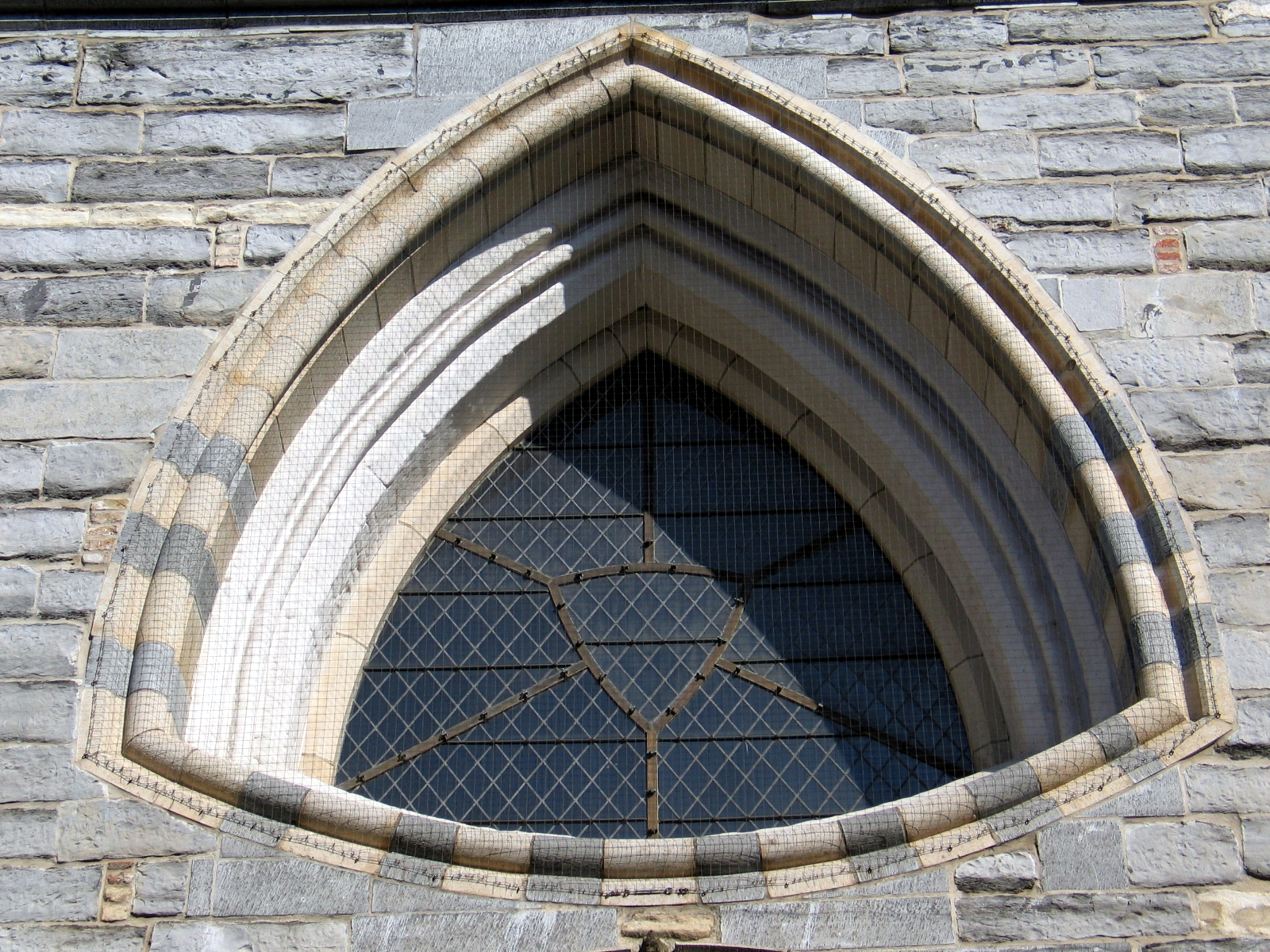
Cửa sổ hình tam giác Reuleaux tại Nhà thờ Đức Mẹ, Bruges ở Bỉ

Trong kiến trúc Gothic, bắt đầu từ cuối thế kỷ thứ 13 hoặc đầu thế kỷ 14, tam giác Reuleaux là một trong những đường cong tạo hình cửa sổ, ở lỗ trắc trên cửa sổ và trang trí khác. Ví dụ, trong kiến trúc Gothic Anh, hình dạng này gắn liền với các giai đoạn trang trí, cả phong cách hình học 1250–1290 lẫn phong cách đường cong 1290–1350. Trong khuôn khổ đó hay dùng thuật ngữ "tam giác cầu" (spherical triangle) nhưng trong toán học, tam giác cầu là tam giác nằm trên mặt cầu (cũng hay dùng trong vòm kiến trúc). Trong kiến trúc nhà thờ Gothic, hình dạng ba góc của tam giác Reuleaux có thể được liên tưởng đến Chúa Ba Ngôi và "nghịch lại hình thái tròn".
Tam giác Reuleaux còn được sử dụng trong các phong cách kiến trúc khác. Ví dụ, Leonardo da Vinci phác thảo hình này cho thiết kế công sự. Tòa nhà cao tầng hiện đại Kölntriangle ở Köln, Đức, có mặt cắt ngang hình tam giác Reuleaux. Cùng với phần giữa hình tròn đã tạo cho các phòng có độ sâu khác nhau.

### Chiếu bản đồ
Một ứng dụng khác có từ sớm của tam giác Reuleaux là bản đồ thế giới của Leonardo da Vinci khoảng năm 1514 (cũng có thể ông hướng dẫn học trò làm), bề mặt cầu của trái đất được chia thành tám phần có hình tam giác Reuleaux.

Bản đồ thế giới của Leonardo da Vinci chia làm tám tam giác Reuleaux

Các bản đồ tương tự cũng dựa trên tam giác Reuleaux được Oronce Finé xuất bản năm 1551 và John Dee vào năm 1580.

### Các đồ vật khác

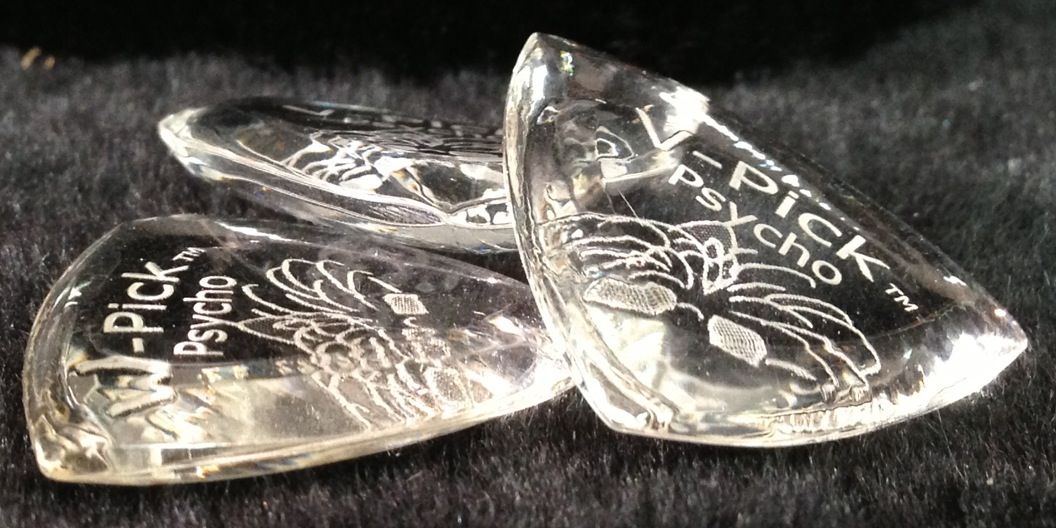
Phím gảy guitar hình tam giác Reuleaux

Nhiều phím gảy guitar có hình tam giác Reuleaux vì khi gảy bằng đầu nhọn sẽ tạo ra âm sắc mạnh mẽ, còn gảy bằng cung tròn có thể tạo ra âm sắc ấm áp. Do tất cả ba đầu đều có thể sử dụng được, phím dễ dàng định hướng hơn và ít bị mòn hơn so với phím chỉ có một đầu nhọn.
Tiết diện đai ốc trụ cứu hỏa có hình tam giác Reuleaux. Độ rộng không đổi khiến khó khăn khi mở nếu dùng cờ lê hàm song song thông thường mà phải dùng một cờ lê chuyên biệt mới mở được. Như vậy chỉ có lính cứu hỏa với dụng cụ đó trong tay mới mở được họng nước còn ngăn chặn những người khác mở nước cho các mục đích khác.

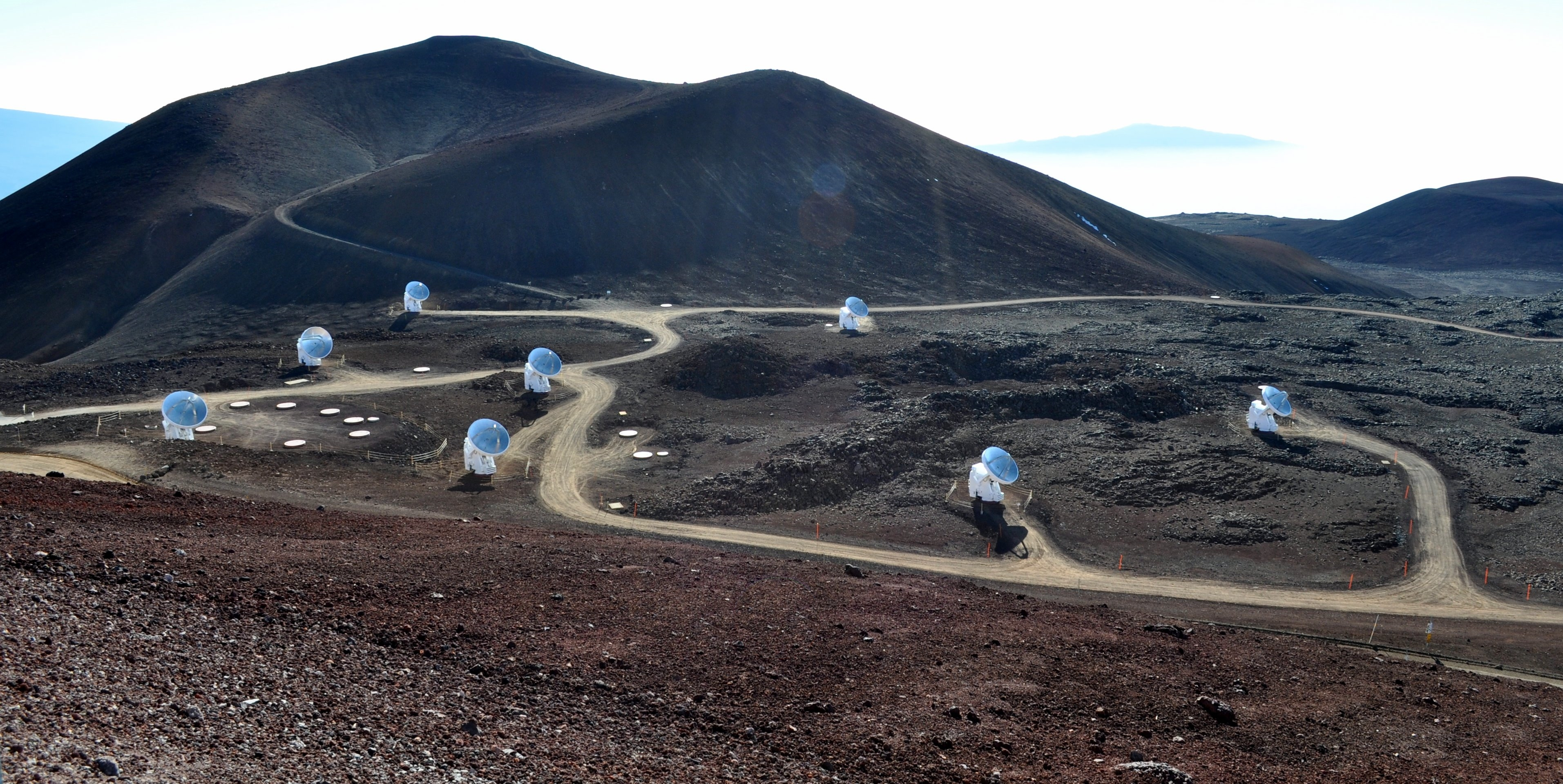
Subillimeter Array có bảy trong số tám ăng-ten được sắp xếp gần đúng trên một tam giác Reuleaux

Theo ý tưởng của Keto (1997), đài quan sát thiên văn vô tuyến Submillimeter Array trên núi Mauna Kea ở Hawaii có ăng-ten được bố trí trên bốn tam giác Reuleaux lồng nhau. Việc đặt ăng-ten trên một đường cong có độ rộng không đổi giúp đài quan sát có cùng độ phân giải không gian theo mọi hướng và phát chùm sóng quan sát hình tròn. Là đường cong bất đối xứng nhất có độ rộng không đổi, tam giác Reuleaux đưa đến vùng phủ sóng đều nhất trên mặt phẳng cho biến đổi Fourier của tín hiệu từ đài. Các ăng-ten có thể được di chuyển từ tam giác Reuleaux này sang tam giác Reuleaux khác phục vụ độ phân giải góc mong muốn cho mỗi quan sát khác nhau. Vị trí chính xác của các ăng-ten hình tam giác Reuleaux này đã được tối ưu hóa bằng mạng nơ-ron. Ở một số nơi, đài thiên văn được xây dựng theo hình tam giác Reuleaux dẫn xuất vì hình gốc không khả thi trong khu vực đó.

### Dấu hiệu và biểu trưng

Nhiều bảng hiệu và logo công ty có hình khiên hoặc tam giác tròn. Tuy nhiên, chỉ một số lấy nguyên hình tam giác Reuleaux.
Logo công ty dầu khí Petrofina của Bỉ dùng hình tam giác Reuleaux với tên Fina từ năm 1950 cho đến khi sáp nhập với Total S.A vào năm 2000. La bàn chỉ nam của Nhà máy bia Bavaria (Hà Lan) có khung viền logo là tam giác Reuleaux, một phần nhờ đó mà công ty thiết kế Total Identity giành được giải thưởng Nhà quảng cáo của năm SAN 2010. Trường Mỏ Colorado có logo sử dụng hình tam giác Reuleaux.
Tại Hoa Kỳ, Hệ thống Đường mòn Quốc gia và Quốc lộ Xe đạp Hoa Kỳ đều đánh dấu các tuyến đường bằng hình tam giác Reuleaux trên biển báo.

### Trong tự nhiên

Bong bóng ở giữa có hình tam giác Reuleaux trong mô hình toán cụm bong bóng xà phòng trên mặt phẳng

Theo định luật Plateau, các cung tròn trong các cụm bong bóng xà phòng hai chiều giao nhau ở góc 120°, cùng một giá trị góc đỉnh tam giác Reuleaux. Dựa vào điều này có thể xây dựng mô hình các cụm chứa bong bóng hình tam giác Reuleaux.
Năm 2014, lần đầu tiên phân lập được tinh thể hình dạng đĩa tam giác Reuleaux. Đĩa Bismuth(III) nitrat kiềm tính dạng tam giác Reuleaux được hình thành khi thủy phân và kết tủa Bismuth nitrat trong môi trường nước-ethanol với xúc tác 2,3-bis (2-pyridyl) pyrazine.

## Khái quát hóa
Các hình tam giác cong có độ rộng không đổi với các góc tù hơn có thể thu được như là quỹ tích ở khoảng cách cố định từ tam giác Reuleaux. Các khái quát khác của tam giác Reuleaux bao gồm bề mặt ba chiều, đường cong có độ rộng không đổi có số cạnh nhiều hơn ba và tập hợp Yanmouti gồm các cực trị về bất đẳng thức giữa độ rộng, đường kính và bán kính nội.

### Phiên bản ba chiều

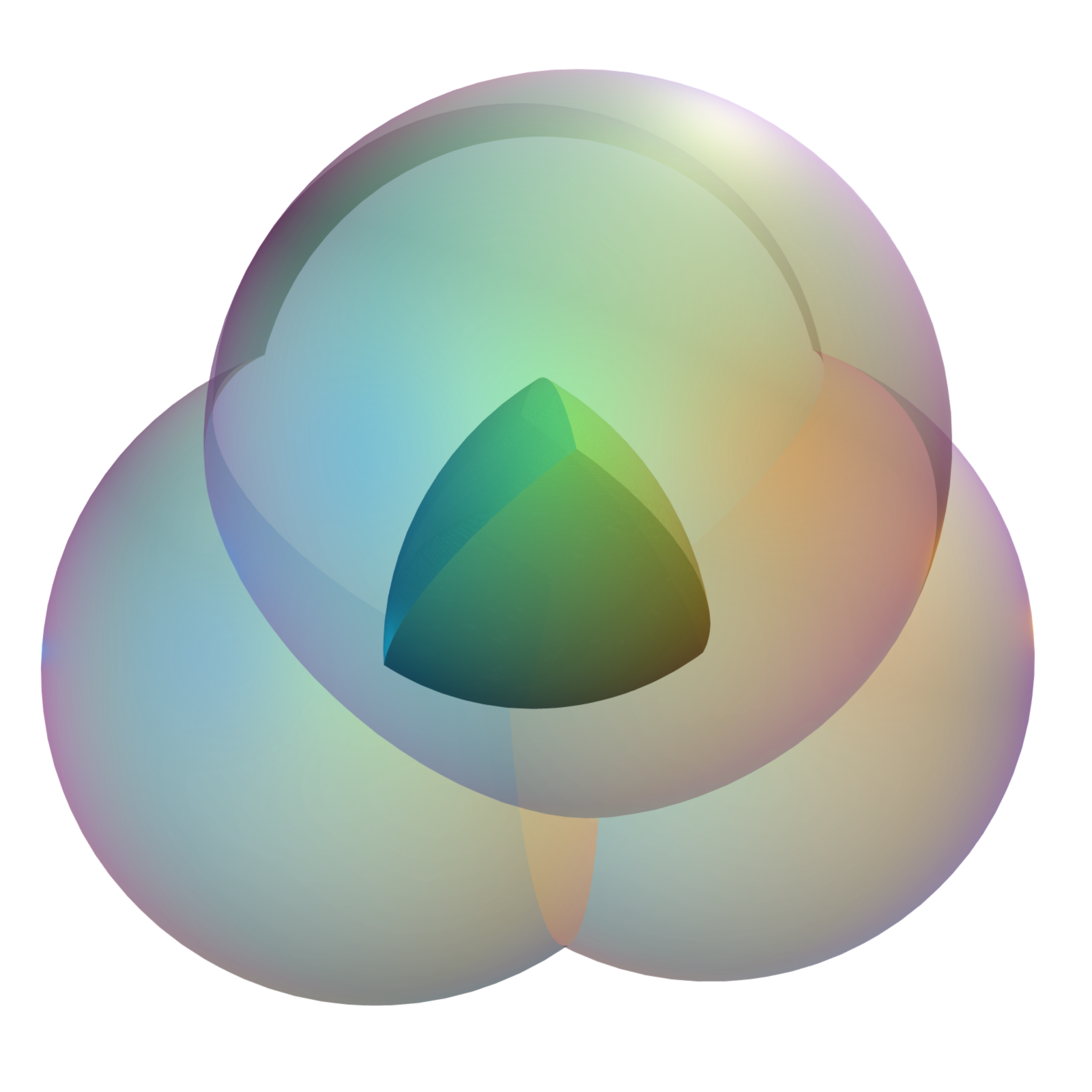
Bốn quả bóng giao nhau tạo thành một tứ diện Reuleaux

Phần giao nhau của bốn quả cầu bán kính s có tâm tại các đỉnh tứ diện đều với độ dài cạnh s được gọi là tứ diện Reuleaux, nhưng đây không phải là bề mặt độ rộng không đổi. Tuy nhiên, từ đó có thể biến đổi thành bề mặt độ rộng không đổi gọi là tứ diện Meissner bằng cách thay thế ba cung tròn cạnh bằng bề mặt cung tròn xoay. Ngoài ra, mặt tròn xoay từ tam giác Reuleaux quanh trục đối xứng của chính nó có độ rộng không đổi với thể tích nhỏ nhất trong số tất cả các bề mặt đã biết phát triển từ hình phẳng có độ rộng không đổi cho trước.

### Đa giác Reuleaux

Đa giác Reuleaux

Tam giác Reuleaux có thể được tổng quát hóa từ các đa giác đều với số cạnh lẻ, gọi là đa giác Reuleaux. Độ rộng không đổi của đa giác Reuleaux cho phép áp dụng vào hình dạng tiền xu phù hợp với các máy bán hàng tự động. Ví dụ, Vương quốc Anh đã phát hành đồng 20 xu và 50 xu hình lục giác Reuleaux. Mặc dù các loại xu được lưu thông thường có nhiều hơn ba cạnh nhưng đồng xu kỷ niệm của Bermuda có hình tam giác Reuleux.
Các phương pháp tương tự có thể được dùng để bao một đa giác đơn tùy ý trong một đường cong có độ rộng không đổi, độ rộng bằng đường kính đa giác đã cho. Hình dạng thu được bao gồm các cung tròn (số cung nhiều nhất bằng số cạnh đa giác), có thể được xây dựng theo thuật toán trong thời gian tuyến tính và dựng được bằng com-pa và thước. Mặc dù các đa giác Reuleaux dựa trên đa giác đều có số cạnh lẻ, nhưng có thể tạo ra các hình có độ rộng không đổi dựa trên các đa giác không đều số cạnh chẵn.

### Tập hợp Yanmouti
Tập hợp Yanmouti được định nghĩa là hình bao lồi của một tam giác đều cùng với ba cung tròn có tâm là đỉnh tam giác nằm về phía góc trong tam giác, bán kính các cung tròn bằng nhau và lớn nhất bằng cạnh tam giác. Do đó, khi bán kính đủ nhỏ, các tập hợp này tự suy biến thành tam giác đều, nhưng khi bán kính cực đại, hình chuyển thành tam giác Reuleaux tương ứng. Mọi hình có độ rộng w, đường kính d và bán kính nội r (bán kính đường tròn lớn nhất nằm trong hình đó) tuân theo bất đẳng thức
{\displaystyle w-r\leq {\frac {d}{\sqrt {3}}},}
đẳng thức xảy ra với tập hợp Yanmouti.

## Các hình liên quan

Hình triquetra (vòng tròn trinity) xen kẽ tạo thành một nút ba lá

Sơ đồ Venn có cách trình bày cổ điển của ba tập hợp là ba hình tròn chồng lên nhau, hình ở giữa (đại diện cho các phần tử thuộc cả ba tập hợp) có hình tam giác Reuleaux. Ba vòng tròn giống nhau tạo thành vòng Borromean nhưng ba vòng liên kết tương hỗ với nhau như vậy lại không được coi là đường tròn hình học. Những phần của ba hình tròn giống nhau tạo nên hình triquetra gồm ba hình bán nguyệt chồng lên nhau (mỗi cặp hình bán nguyệt tạo thành biểu tượng vesica piscis -tiếng Latinh: bàng quang cá) và hình tam giác Reuleaux ở giữa. Cũng giống như ba vòng tròn của biểu đồ Venn có thể xen kẽ nhau để tạo thành các vòng Borromean, ba cung tròn của hình triquetra có thể xen kẽ tạo thành một nút ba lá.
Các hình gần giống tam giác Reuleaux nảy sinh trong bài toán tìm hình có chu vi nhỏ nhất bao quanh một diện tích cố định chứa ba điểm xác định trên mặt phẳng. Khi tham số diện tích có nhiều lựa chọn thì giải pháp tối ưu sẽ là một tam giác cong có ba cạnh là cung tròn với bán kính bằng nhau. Đặc biệt, khi ba điểm cách đều nhau và phần diện tích chính là tam giác Reuleaux, khi đó cũng là đáp án tối ưu.
Tam giác tròn là tam giác có các cạnh cung tròn, bao gồm tam giác Reuleaux và các tam giác khác. Đường cong delta là một tam giác cong khác với đường cong lõm vào chứ không lồi. Đường cong này cũng không phải cung tròn, nhưng có thể được hình thành bằng cách lăn một đường tròn này trong một đường tròn khác có bán kính gấp 3 lần. Các hình phẳng khác có ba cạnh cong bao gồm hình con dao thợ giày arbelos (được hình thành từ 3 hình bán nguyệt với các đỉnh thẳng hàng) và tam giác Bézier.
Tam giác Reuleaux cũng có thể được diễn dịch là ánh xạ bảo giác của một tam giác cầu có các góc 120°. Tam giác cầu này là một trong các tam giác Schwarz (với tham số 3/2, 3/2, 3/2), tam giác có thể ốp lát mặt cầu bằng cách đối xứng.